# Belgium (Wisconsin)
Belgium is een plaats (village) in de Amerikaanse staat Wisconsin, en valt bestuurlijk gezien onder Ozaukee County. Rond 1840 werd het gesticht door Luxemburgse immigranten uit het toenmalige België.

## Demografie
Bij de volkstelling in 2006 werd het aantal inwoners vastgesteld op 2159. In 2010 is het aantal inwoners door het United States Census Bureau geschat op 2245, een stijging van 86 (3,98%).

## Geografie
Volgens het United States Census Bureau beslaat de plaats een oppervlakte van 3,7 km², geheel bestaande uit land.

## Plaatsen in de nabije omgeving
De onderstaande figuur toont nabijgelegen plaatsen in een straal van 16 km rond Belgium.